# 581. Volksgrenadier-Division
La 581. Volksgrenadier-Division fu un'unità dell'esercito tedesco attiva durante la seconda guerra mondiale, attiva dall'agosto al settembre 1944.

## Storia
La divisione fu costituita il 25 agosto 1944, nell'area di Flensburg ed il suo dispiegamento era previsto per il 31 ottobre 1944. Ancora in fase di formazione, fu impiegata per la costituzione della 352. Volksgrenadier-Division, il 21 settembre 1944.

## Ordine di battaglia
- Grenadier-Regiment 1203
- Grenadier-Regiment 1204
- Grenadier-Regiment 1205
- Artillerie-Regiment 1581
- Divisionseinheiten 1581[1]